# 소낭야
《소낭야》(중국어: 小娘惹, 병음: Xiǎo niáng rě 샤오냥러[*], The Little Nyonya 더 리틀 뇨냐[*])는 싱가포르의 텔레비전 드라마.

## 등장 인물

### 황(黄)가
- 관설매(管雪梅) : 월낭(月娘) 역
- 엄변량(严炳量): 황원(黄元) 역
- 임매교(林梅娇) : 계화(桂花) 역
- 향운(向云) : 천난(天兰) 역
- 이명륜(林明伦) : 황금성(黄金成) 역
- 홍을심(洪乙心) : 황미옥(黄美玉) 역
- 구훤(欧萱) : 황국향 (黄菊香) 역
- 반령령(潘玲玲) :수봉(秀凤) 역
- 허미진(许美珍) : 수현(秀娟) 역
- 구훤 (노년: 향운) : 야마모토 월낭(山本月娘) 역
- 진방윤(陈邦鋆) : 황천보(黄天宝) 역
- 곽혜문(郭蕙雯) : 황진주(黄珍珠) 역
- 백미수(白薇秀) : 황옥주(黄玉珠) 역
- 임영훈(林泳勋, 노년: 장진상(章缜翔)) : 조업(祖业) 역
- 진정선(陈靓瑄) : 안기(安淇) 역